# Зарафшан (аэропорт)
Аэропорт Зарафшан (ИАТА: AFS, ИКАО: UTSN) — аэропорт в Зарафшане, Узбекистан.

## Описание
Аэропорт принадлежит правительству Узбекистана, эксплуатируется авиакомпанией Uzbekistan Airways.
В аэропорту одна взлетно-посадочная полоса длиной 1820 метров (5971 фут).

## Аварии и происшествия
В августе 2009 года у самолет Ан-24РВ с бортовым номером UK-46658, принадлежащий Uzbekistan Airways преждевременно убрал шасси во время взлета.